# International Light Art Award
Anlässlich des Internationales Jahres des Lichts der UNESCO haben die innogy Stiftung für Energie und Gesellschaft sowie das Zentrum für Internationale Lichtkunst Unna einen Wettbewerb ins Leben gerufen: den International Light Art Award. Im Fokus des Wettbewerbs stehen neue Technologien, Energienutzung und Nachhaltigkeit. Insgesamt erhalten drei Finalisten die Möglichkeit, ihre Ideen in vollem Umfang umzusetzen. Außerdem erwartet den Erstplatzierten ein Preisgeld in Höhe von 1.000 Euro. Der Preis wurde erstmals im Januar 2015 verliehen. Die ersten Gewinner waren die Kölner Martin Hesselmeier und Andreas Muxel.

## Ziele
Ziel des International Light Art Award ist es, Werke junger Künstler zu zeigen, die Lichtkunst innovativ und kreativ weiterentwickeln. Das Zentrum für Internationale Lichtkunst will damit noch unbekannten Lichtkünstlern eine Plattform für ihre Werke bieten. Bisher werden Lichtkunstinstallationen meist nur von bereits bekannten Künstlern ausgestellt, da die Umsetzung teuer und technisch anspruchsvoll ist. Mit dem International Light Art Award bekommen drei unbekannte Künstler die Chance, ihre Werke dem Publikum zu präsentieren.

## Finalisten
- 2017: Tilman Küntzel (Deutschland), Saturo Tamura (Japan) und das Duo Matty Vroegop & Ed Schoonveld (Niederlande)[4]

Gewinner: Saturo Tamura (Japan)
- 2015: Iván Navarro (Chile), Dirk Vollenbroich (Deutschland) und das Duo Martin Hesselmeier & Andreas Muxel (Deutschland)[3]

Gewinner: das Duo Martin Hesselmeier & Andreas Muxel (Deutschland)